# Centrotypus forticornis
Centrotypus forticornis är en insektsart som beskrevs av Walker 1870. Centrotypus forticornis ingår i släktet Centrotypus och familjen hornstritar. Inga underarter finns listade i Catalogue of Life.